# Parapalystes cultrifer
Parapalystes cultrifer là một loài nhện trong họ Sparassidae.
Loài này thuộc chi Parapalystes. Parapalystes cultrifer được Mary Agard Pocock miêu tả năm 1900.